# 水品善之
水品 善之（みずしな よしゆき）は、日本の食品科学者、神戸学院大学栄養学部栄養学科准教授を経て信州大学農学部教授（博士（理学））。

## 経歴
長野県茅野市出身。長野県諏訪清陵高等学校を経て、1994年東京理科大学理工学部応用生物科学科卒業、1998年東京理科大学大学院理工学研究科、1998年東京理科大学助手、2001年神戸学院大学栄養学部栄養学科助手から講師を経て、2007年助教授、2015年信州大学農学部教授にて現職。

## 主な研究課題
- 食品素材からの高等生物DNAポリメラーゼ阻害物質の探索研究[2]
- DNAポリメラーゼβを阻害する低分子有機化合物の結合様式の研究[2]
- DNAポリメラーゼ阻害糖脂質の抗がん剤開発[2]
- 抗がん機能性食品の開発[2]
- 抗がん剤の開発のための基礎研究[2]

## 主な受賞
- 平成20年度（第7回）日本農学進歩賞 [財団法人農学会] (2008、国内)
- 2008年度（平成20年度）農芸化学奨励賞 [社団法人日本農芸化学会] (2008、国内)
- 第17回（平成12年度）井上研究奨励賞 [財団法人井上科学振興財団](2001、国内)